# Даррок, Ким
Найджел Ким Даррок, барон Даррок из Кью (англ. Nigel Kim Darroch, baron Darroch of Kew; род. 30 апреля 1954, Саут Стенли, Дарем, Великобритания) — старший британский дипломат, посол Великобритании в США (2016—2019). Ушёл в отставку после утечек его секретных сообщений, которые были критическими по отношению к администрации президента США Трампа.

## Биография
Родился в деревне Саут Стенли в графстве Дарем (Великобритания) 30 апреля 1954 года. Учился в школе в Абингдоне. В 1975 году окончил Даремский университет по специальности зоология.

## Политическая карьера
С 1976 года работал в Министерстве иностранных дел и по делам Содружества (FCO). В 1980 году был назначен на дипломатическую службу. В 1980—1984 годах служил первым секретарём в Токио. Затем занимал ряд должностей, в том числе должность начальника отдела проекта «Евротоннель» и сопредседателя Группы по договору между Великобританией и Францией о каналах. В 1980—1984 годах был личным секретарём Дэвида Меллора, а затем лорда Гленартура, министрами иностранных дел. Затем в течение года работал советником по внешним связям при постоянном представительстве Великобритании при Европейском союзе. В 1998 году был назначен главой пресс-службы Министерства иностранных дел.
С 2000 года занимался политической работой. В 2004 году вернулся в Форин-офис в качестве главы европейского секретариата Кабинета министров, где занимал должность главного советника премьер-министра по европейским делам. В 2007 году был назначен постоянным представителем Великобритании в Европейском союзе в Брюсселе.
В январе 2012 года стал советником по национальной безопасности.

## Посол в США
Ким Даррок был назначен послом в США с января 2016 года.
В ноябре 2016 года после выборов в США просочилась его записка премьер-министру Терезе Мэй, в которой он указал, что британское правительство может повлиять на избранного президента США Дональда Трампа. На следующей неделе Трамп написал в Твиттере, что Найджел Фараж должен стать послом Великобритании в Соединённых Штатах, на что правительство Великобритании ответило, что такой вакансии нет и что у Великобритании «отличный посол в США». На следующий день Даррок был в Лондоне для консультаций с Терезой Мэй, которые, как говорили, были давно запланированы.

### Утечка дипломатических сообщений
7 июля 2019 года секретные дипломатические телеграммы Даррока британскому правительству, датированные 2017—2019 годами, были опубликованы в «The Mail on Sunday». Сообщения включали нелестные оценки администрации Трампа, например, что её действия являются «неумелыми и небезопасными». В других сообщениях он описывал острые конфликты между чиновниками Белого дома, предупреждал, что подход Трампа к экономике может пошатнуть мировую торговлю, прогнозировал, что из-за скандалов президентство Трампа может оказаться в начале «спирали», которая ведёт вниз к «бесчестию и падению». Также он допускал, что Трамп мог быть обязан «жуликоватым русским» и что он способен «атаковать Иран».
В ответ на утечки Найджел Фараж сказал, что Даррок «совершенно непригоден» для поста, а Дональд Трамп написал в Твиттере, что Даррока «не любили и не думали о нём ничего хорошего в США» и что «мы больше не будем с ним иметь дело». В свою очередь премьер-министр Тереза Мэй выразила поддержку Дарроку и приказала провести расследование утечки.
В результате разгоревшегося скандала 10 июля 2019 года Даррок подал в отставку с поста посла в Соединённых Штатах, написав, что «нынешняя ситуация делает невозможным выполнение моей роли так, как мне бы хотелось». Ранее Борис Джонсон, лидер выборов премьер-министра, который, как ожидается, может сменить Терезу Мэй, отказался публично поддержать Даррока. Консенсус среди политических комментаторов в Великобритании состоял в том, что текущее положение дел сделало позицию Даррока несостоятельной. Тереза Мэй и лидер оппозиции Джереми Корбин высоко оценили службу Даррока в Палате общин и выразили сожаление по поводу того, что ему пришлось уйти в отставку под давлением Соединённых Штатов. Пресс-секретарь премьер-министра заявил, что задачей посла было обеспечить «честный и неприукрашенный взгляд» на администрацию президента США. Даррок остаётся на посту посла до назначения преемника.

## Личная жизнь
- Жена — Ванесса, преподаёт в Британской международной школе в Вашингтоне. В браке с 1978 года[24].
- Двое детей: Саймон, геолог, работает в Университете Вандербильта; Джорджина, ботаник, работает в Королевских ботанических садах Кью[24][25].